# Marnardal
Marnardal este o comună din provincia Vest-Agder, Norvegia.
Are o suprafață de 395,01194877196 km². Populația este de 2.290 locuitori, determinată în 1 ianuarie 2016, prin recensământ.